# Prison School
Prison School (Purizun Sukūru) é uma série de mangá japonesa escrita e ilustrada por Akira Hiramoto. Começou a ser publicada na Weekly Young Magazine pela Kodansha em 7 de fevereiro de 2011. Uma adaptação em anime estreou em julho de 2015, enquanto uma série televisiva de drama em live-action foi ao ar em outubro do mesmo ano.

## Enredo
Academia Hachimitsu, um dos mais rígidos colégios para meninas em Tóquio, decidiu admitir meninos em seu sistema. Kiyoshi Fujino é um desses novos meninos, mas para seu choque descobre que ele e seus quatro amigos — Takehito "Gakuto" Morokuzu, Shingo Wakamoto, Jouji "Joe" Nezu e Reiji "Andre" Andou — são os únicos estudantes do sexo masculino entre 1 000 meninas. As leis draconianas que ainda estão em vigor tornam a escola ainda pior, punindo até mesmo as menores infrações com uma estadia no presídio da escola. Com a filosofia de "um por todos e todos por um", os cinco meninos comprometem-se com a perversão espiando o banheiro feminino. Sua captura e "prisão" pelo Conselho Estudantil Secreto faz com que os cinco recebam um ultimato: ficarão um mês na Prisão Escolar ou serão expulsos. Os meninos são encarcerados na Prisão Escolar juntos e Kiyoshi fica perplexo ao descobrir que todos os outros são masoquistas que se deleitam com as punições que recebem de suas supervisoras atraentes, mas perversas.

## Recepção
Mais de 7,5 milhões de cópias do mangá foram vendidos a partir de dezembro de 2015. Prison School foi um dos dois vencedores do prêmio de Melhor Manga Geral ao lado de Gurazeni no 37.º Prêmio de Mangá Kōdansha. A versão dublada em inglês do anime foi criticada por fazer uma referência à controvérsia Gamergate.

## Mídia

### Mangá
O mangá de Prison School foi escrito e ilustrado por Akira Hiramoto. Ele começou a publica-ló na Weekly Young Magazine em 7 de fevereiro de 2011 e concluiu em 25 de dezembro de 2017.

### Drama
Uma adaptação em live-action foi anunciada em agosto de 2015, dirigida por Noboru Iguchi no estúdio Robot.

### Anime
A adaptação para anime foi diriga por Tsutomu Mizushima, da J.C. Staff, Michiko Yokote como roteirista da série e Junichiro Taniguchi como designer de personagens e diretor de animação. O anime foi transmitido no Tokyo MX, KBS, Sun TV, TV Aichi e BS11 entre julho e setembro de 2015. Os dubladores dos cinco personagens principais, os prisioneiros, cantaram as músicas tema de abertura e encerramento.
| Núm. | Título                                                                                     | Exibição original      |
| ---- | ------------------------------------------------------------------------------------------ | ---------------------- |
| 1    | "O trabalho de espiar" "Nozoki Daisakusen" (ノゾキ大作戦)                                  | 11 de julho de 2015    |
| 2    | "O homem que viu demais" "Shiri Sugiteita Otoko" (尻すぎていた男)                          | 18 de julho de 2015    |
| 3    | "A jorrada poderosa" "Daifunshutsu" (大噴出)                                               | 25 de julho de 2015    |
| 4    | "Leve-me para a terra do sumô" "Watashi o Sumō ni Tsuretette" (私をスモーに連れてって)     | 31 de julho de 2015    |
| 5    | "O homem mais traiçoeiro da escola" "Gakuen Ichi no Uragiri Otoko" (学園一の裏切り男)      | 7 de agosto de 2015    |
| 6    | "A vingança é de Hana" "Fukushūsuru wa Hana ni Ari" (復讐するは花にあり)                   | 14 de agosto de 2015   |
| 7    | "O delicioso restaurante de Meiko" "Meiko no Oishī Resutoran" (芽衣子のおいしいレストラン) | 21 de agosto de 2015   |
| 8    | "O diário de Andre" "Andore no Nikki" (アンドレの日記)                                     | 28 de agosto de 2015   |
| 9    | "Cheio de fluídos corporais" "Taieki ga Ippai" (体液がいっぱい)                            | 4 de setembro de 2015  |
| 10   | "É uma vida Bun-Maravilhosa" "Subarashiki Shiri Kana, Jinsei" (素晴らしき尻哉人生！)       | 11 de setembro de 2015 |
| 11   | "Eryngii Brockovich" "Eringi Burokobicchi" (エリンギ・ブロコビッチ)                        | 18 de setembro de 2015 |
| 12   | "Bom dia, Prisão" "Guddo Mōningu Purizun" (グッドモーニング・プリズン)                     | 25 de setembro de 2015 |
| OVA  | "Mad Wax" "Maddo Wakkusu" (マッドワックス)                                                 | 4 de março de 2016     |